# Limacina helicoides
Limacina helicoides is een slakkensoort uit de familie van de Limacinidae. De wetenschappelijke naam van de soort is voor het eerst geldig gepubliceerd in 1877 door Jeffreys.